# Apple A4
Apple A4 là hệ thống trên chip (SoC) PoP 32-bit  do Apple Inc. thiết kế và sản xuất bởi Samsung. Nó kết hợp CPU ARM Cortex-A8 với GPU PowerVR và nhấn mạnh hiệu quả năng lượng. Con chip này đã được ra mắt thương mại với việc phát hành máy tính bảng iPad của Apple, ngay sau đó là smartphone iPhone 4, iPod Touch (thế hệ thứ 4) và Apple TV (thế hệ thứ 2). Nó được thay thế bởi bộ xử lý Apple A5 được sử dụng trong iPad 2 được phát hành vào năm sau, sau đó được thay thế bằng bộ xử lý Apple A5X trong iPad (thế hệ thứ 3). Bản cập nhật phần mềm cho các thiết bị sử dụng chip này đã ngừng vào năm 2014, với việc phát hành iOS 8.

## Thiết kế
Apple A4 dựa trên kiến trúc bộ xử lý ARM. Phiên bản đầu tiên được phát hành chạy ở xung nhịp 1 GHz cho iPad và chứa nhân CPU ARM Cortex-A8 được ghép nối với bộ xử lý đồ họa PowerVR SGX 535 (GPU)  được xây dựng trên chip silicon trên tiến trình 45nm của Samsung. Tốc độ xung nhịp cho các đơn vị được sử dụng trong iPhone 4 và iPod Touch (thế hệ thứ 4) là 800 MHz, nhưng tốc độ xung nhịp cho đơn vị được sử dụng trong Apple TV chưa được tiết lộ.
Nhân Cortex-A8 được sử dụng trong A4 được cho là sử dụng các cải tiến hiệu suất được phát triển bởi nhà thiết kế chip Intrinsity (sau đó được Apple mua lại)  hợp tác với Samsung. Nhân kết quả, được đặt tên là " Hummingbird ", có thể chạy ở tốc độ xung nhịp cao hơn nhiều so với các triển khai khác trong khi vẫn tương thích hoàn toàn với thiết kế Cortex-A8 do ARM cung cấp. Các cải tiến hiệu suất khác bao gồm L2 cache bổ sung. Nhân CPU Cortex-A8 tương tự được sử dụng trong A4 cũng được sử dụng trong SoC S5PC110A01 của Samsung.
Gói bộ xử lý A4 không chứa RAM, nhưng hỗ trợ cài đặt PoP. Gói hàng đầu của A4 được sử dụng trong iPad, trong iPod Touch  thế hệ thứ 4 và trong Apple TV  thế hệ thứ 2 chứa hai chip công suất thấp 128 MB DDR SDRAM trong tổng cộng 256 MB RAM. Đối với iPhone 4 có hai chip 256 MB cho tổng số 512 MB. RAM được kết nối với bộ xử lý bus AMBA 3 AXI 64 bit của ARM. Đây là chiều rộng gấp đôi của các bus bộ nhớ của SoC được sử dụng bởi Apple iPhone và iPod touch hiện đại, hỗ trợ nhu cầu lớn hơn về băng thông đồ họa trong iPad.

## Lịch sử
Chip Apple A4 cùng với iPad đời đầu được công bố vào ngày 27 tháng 1 năm 2010, trong sự kiện "Latest Creation" của Apple.
Vào ngày 7 tháng 6 năm 2010, Steve Jobs đã công khai xác nhận rằng iPhone 4 sẽ chứa vi xử lý A4, mặc dù lúc đó nó vẫn chưa được biết đến nếu nó có cùng tần số, độ rộng bus hoặc bộ nhớ cache như A4 trong iPad được sản xuất trước đó.
Vào ngày 1 tháng 9 năm 2010, iPod Touch (thế hệ thứ 4) và Apple TV (thế hệ thứ 2) đã được cập nhật để chứa vi xử lý A4. Sau đó, vào ngày 4 tháng 10 năm 2011, Apple đã làm mới iPod Touch (thế hệ thứ 4) để thêm bản màu trắng, cùng với bản màu đen hiện có. Cả hai bản vẫn chứa vi xử lý A4.
Vào ngày 10 tháng 9 năm 2013, chip Apple A4 đã bị ngừng sản xuất.

## Các sản phẩm bao gồm Apple A4
- iPad (thế hệ 1): Tháng 4 năm 2010
- iPhone 4: Tháng 6 năm 2010 (Đen; GSM), Tháng 2 năm 2011 (Đen; CDMA), Tháng 4 năm 2011 (Trắng; Các mẫu GSM & CDMA)
- iPod Touch (thế hệ thứ 4): Tháng 9 năm 2010 (Bản màu đen), Tháng 10 năm 2011 (Bản màu trắng)
- Apple TV (thế hệ 2): Tháng 9 năm 2010